# Кырчан
Кырча́н — река в Омсукчанском и Среднеканском районах Магаданской области, Россия, правый приток Балыгычана. Длина реки — 135 км, площадь водосборного бассейна — 2330 км².
Река образуется слиянием Правого Кырчана и Левого Кырчана на высоте около 864 м над уровня моря в южной части Омсукчанского хребта. В верховьях, сделав изгиб к югу и приняв приток Колимну, поворачивает на северо-запад и далее на север, протекая по гористой местности в долине, покрытой в основном лиственницей. В среднем течении протекает параллельно Балыгычану. Ближе к устью, приняв справа приток Описку, поворачивает на запад-северо-запад. Впадает в Балыгычан по правому берегу на высоте 301 м над уровнем моря в 201 км от устья Балыгычана, выше впадения Джагына. В нижнем течении ширина русла достигает 60 м при глубине 0,6 м, скорость течения — 1,3 м/с.

## Основные притоки
Указаны поименованные притоки длиной 30 км и более
| Название | Расстояние от устья | Длина | Положение |
| -------- | ------------------- | ----- | --------- |
| Описка   | 31                  | 65    | правый    |
| Мандычан | 84                  | 40    | правый    |
| Колимна  | 97                  | 31    | левый     |

## Данные водного реестра
По данным государственного водного реестра России и геоинформационной системы водохозяйственного районирования территории РФ, подготовленной Федеральным агентством водных ресурсов:
- Бассейновый округ — Анадыро-Колымский
- Речной бассейн — Колыма
- Речной подбассейн — Колыма до впадения Омолона
- Водохозяйственный участок — Колыма от впадения реки Сеймчан до водомерного поста гидрометеорологической станции Коркодон
- Код объекта в государственном водном реестре — 19010100312119000019948[4].